# Тилинка
Тили́нка (ін. назви — теле́нка, тели́нка, телє́нка, скосівка, пищалка) — народний дерев'яний духовий музичні інструмент, належить до відкритих лабіальних одноцівкових, аналог поздовжньої флейти.

## Назва
У гуцулів інструмент відомий як: «тилинка», «теленка», «телєнка», «телинка», «теплинка», бойківська назва: «скосівка», «пищалка», «весняна скосівка». В угорців має назву «tilinkó», «tilink», «tilinka», «csilinka», «titilinka», «pipilinka», румунів «tilinca fără dup», «telinca», словаків «podolká», «hlupštiková píšťala».

## Опис
Тилинка не має аплікатурних отворів, а лише мундштук та розтруб. Вхідний отвір теленки загострений, прямий чи скошений. Довжина інструменту різна, від 25 до 85 см., діаметр 1-1,5 см. У гуцулів теленка зустрічається частіше без денця, а у бойків з денцем. Виготовлється традиціно з бузини, ліщини, клену чи верби, але тепер є й теленки виготовлені з металу.
В Україні тилинка поширена серед гуцулів та бойків. Також використовується народами, що живуть біля карпатських гір (словаками, поляками, румунами, угорцями).

## Схожі інструменти
- Вербова флейта
- Калюка

## Гра на теленці
Виконавці супроводжують своє гру гудінням яке створює бурдонний фон. Гра на теленці не вимагає великих навиків. Звукоряд утворюється завдяки передуванню звуків та затулянням або відтулянням пальцем цівки теленки.